# Hemicordulia flava
Hemicordulia flava är en trollsländeart som beskrevs av Günther Theischinger och Watson 1991. Hemicordulia flava ingår i släktet Hemicordulia och familjen skimmertrollsländor. Inga underarter finns listade i Catalogue of Life.